# Kosrae
Pour les articles homonymes, voir Kosrae (homonymie).
Kosrae, anciennement Kusaie, est une île du sud-ouest de l'océan Pacifique nord, constituant l'un des quatre États fédérés de Micronésie. L'île a porté autrefois les noms d'Oualan, et aussi d'île Strong. Située aux États fédérés de Micronésie  entre l'État de Pohnpei et les îles Marshall, Kosrae est l'île la plus orientale des îles Carolines.
Il s'agit de l'État le plus petit, le moins peuplé et le moins dense du pays.

## Géographie

### Localisation et frontières
Kosrae est une île se trouvant à l'extrémité est des États fédérés de Micronésie et constitue le point le plus oriental des îles Carolines. L'île est entourée par Pohnpei à l'ouest ainsi que par les îles Marshall au nord et à l'est.

### Géologie et topographie

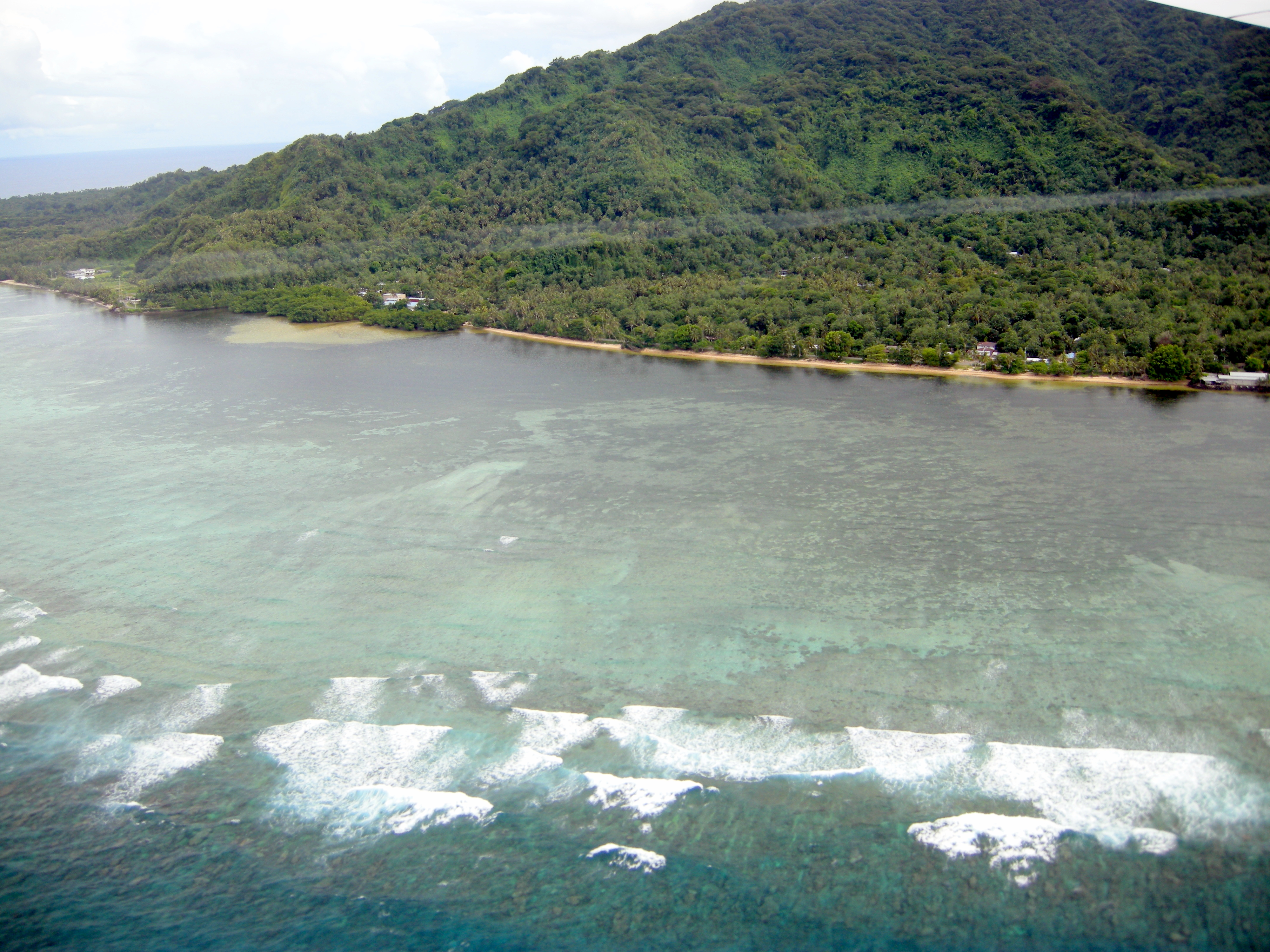
Vue aérienne du littoral de Kosrae.

L'île de Kosrae est un territoire au relief escarpé qui culmine à 634 m et s'étend sur 110,5 km2 de superficie terrestre. Elle est entourée d'un récif frangeant. De petites îles dont celle de Lelu et la plate-forme artificielle construite sur les coraux qui accueille l'aéroport international de Kosrae sont situées entre les récifs et l'île principale. L'État de Kosrae est le seul des États fédérés de Micronésie sans île extérieure.

## Histoire
Sur l'île, il existe des ruines archéologiques d'une cité, centre religieux antique : la cité de Lelu, jumelle de Nan Madol.

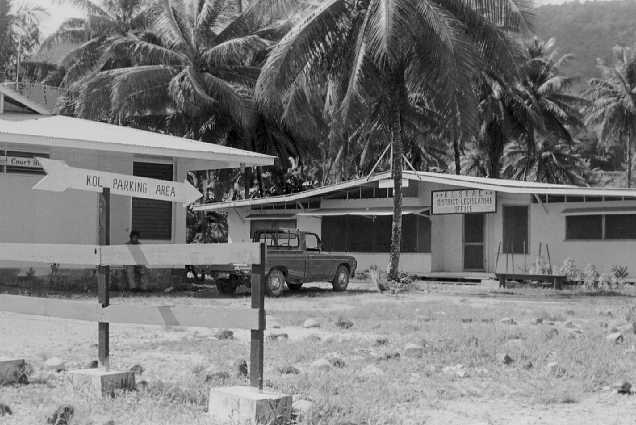
Vue du bâtiment du district de Kosrae dans le Territoire sous tutelle des îles du Pacifique vers 1980.

## Politique et administration

### Découpage territorial et décentralisation

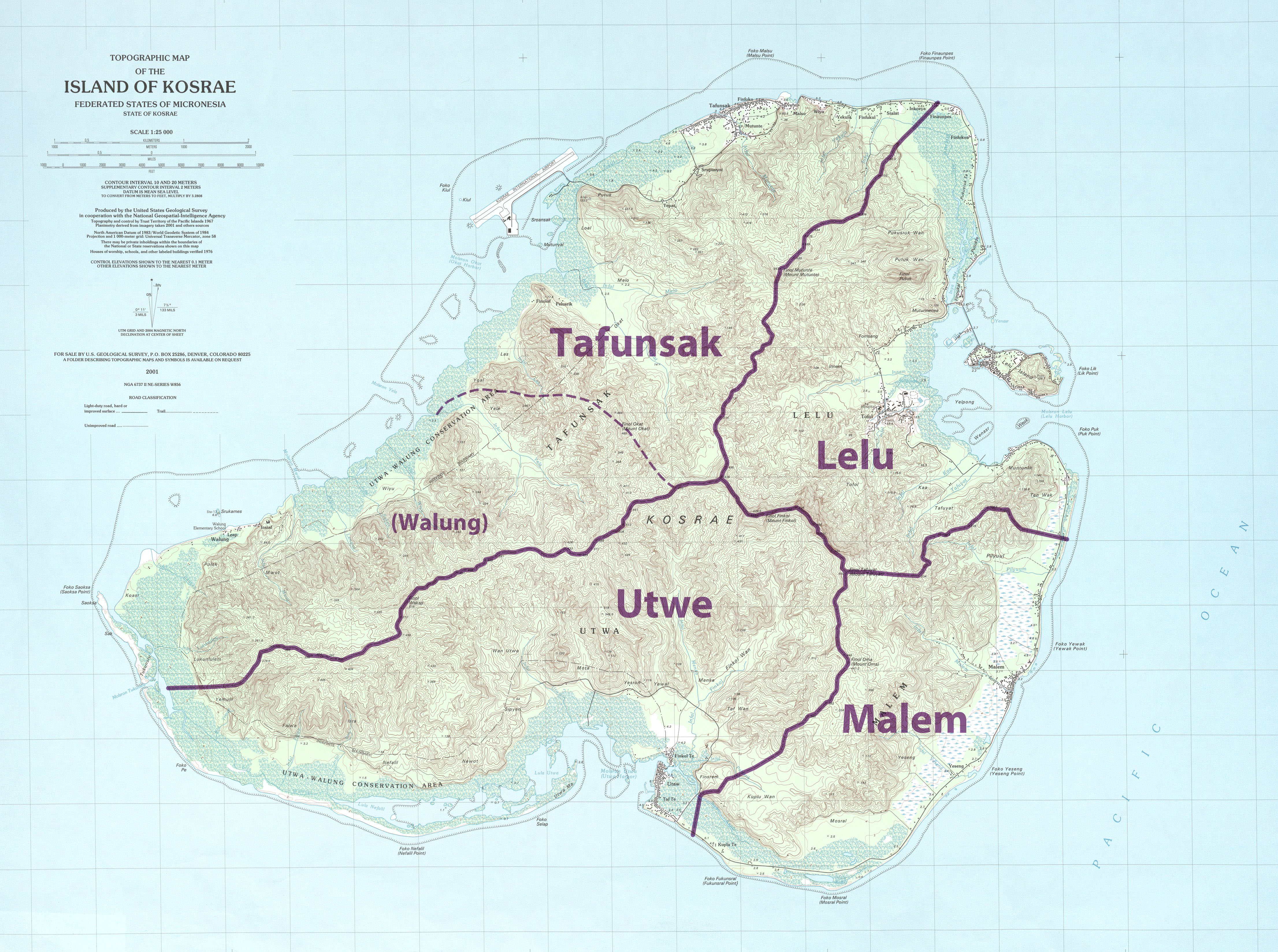
Municipalités de Kosrae

Administrativement, le pays est actuellement composé des municipalités de Lelu, Malem, Tafunsak et Utwe. L'ancienne municipalité de Walung a fusionné avec celle de Tafunsak dans les années 1980[réf. nécessaire]. La capitale de l'État de Kosrae est Tofol. Elle est située dans la municipalité de Lelu. La municipalité de Tafunsak est la première en superficie et en nombre d'habitants.
| Municipalité | Superficie (km2) | 1925 | 1930 | 1935 | 1967 | 1970, | 1973  | 1980  | 1986  | 1994  | 2000  | 2010  |
| ------------ | ---------------- | ---- | ---- | ---- | ---- | ----- | ----- | ----- | ----- | ----- | ----- | ----- |
| Lelu         | 30               | 312  | 346  | 430  | 1040 | 1 650 | 1 385 | 1 995 | 2 425 | 2 404 | 2 591 | 2 160 |
| Malem        | 30               | 186  | 215  | 244  | 701  | 562   | 788   | 1 091 | 1 354 | 1 430 | 1 571 | 1 300 |
| Tafunsak     | 42.8             | 271  | 304  | 365  | 962  | 555   | 981   | 1 342 | 1 751 | 2 427 | 2 457 | 2 173 |
| Utwe         | 30               | 117  | 125  | 150  | 557  | 499   | 698   | 912   | 1 077 | 1 056 | 1067  | 983   |

### La séparation des pouvoirs
- Pouvoir exécutif

- Pouvoir législatif

- Pouvoir judiciaire

### Symboles de L’État
Le drapeau, proposé par Nena T. Lonno, et le sceau, dessiné par M. Alokoa Talley, sont les gagnants d'un concours. Ils sont devenus officiels après leur adoption par la législature de l'État de Kosrae le 28 juillet 1981. Sur le drapeau figure quatre étoiles représentant les quatre principaux villages de Kosrae. Deux feuilles de taro symbolisent la Paix et l'Unité ainsi que le coprah, principal produit d'exportation de l'île. Un pilon à "Fafa" exprime le pouvoir de la culture, personnalisée et forte. Le Fafa est le nom local d'un aliment, à base de taro, de bananes et de sucre écrasé au moyen du pilon, servi lors des festins traditionnels. La couleur bleu du drapeau figure l'océan riche et paisible.

## Population et société

### Démographie
Kosrae est peuplée de 6 616 habitants ce qui en fait à la fois l'État le moins peuplé, le moins dense et le plus petit des États fédérés de Micronésie.
| 1853  | 1856 | 1857 | 1858 | 1874 | 1880 | 1905 | 1918 | 1920 | 1925 | 1930 |
| ----- | ---- | ---- | ---- | ---- | ---- | ---- | ---- | ---- | ---- | ---- |
| 1 106 | 975  | 830  | 748  | 397  | 200  | 516  | 612  | 786  | 886  | 990  |

| 1935  | 1958  | 1967  | 1973  | 1977  | 1980  | 1986  | 1994  | 2000  | 2010  | - |
| ----- | ----- | ----- | ----- | ----- | ----- | ----- | ----- | ----- | ----- | - |
| 1 189 | 2 367 | 3 260 | 3 266 | 3 989 | 5 491 | 6 607 | 7 317 | 7 686 | 6 616 | - |

|            | Tous âges | 0-4   | 5-9   | 10-14 | 15-19 | 20-24 | 25-29 | 30-34 | 35-39 | 40-44 | 45-49 | 50-54 | 55-59 | 60-64 | 65-69 | 70-44 | 75+  |
| ---------- | --------- | ----- | ----- | ----- | ----- | ----- | ----- | ----- | ----- | ----- | ----- | ----- | ----- | ----- | ----- | ----- | ---- |
| Micronésie | 102,9     | 103,7 | 105,9 | 106   | 108,2 | 109,9 | 100,9 | 106,8 | 96,7  | 94,4  | 103,6 | 98,9  | 108,4 | 103,4 | 81,4  | 71,7  | 61,2 |
| Kosrae     | 102,7     | 103,1 | 107,1 | 103   | 101,1 | 119   | 107,2 | 94,7  | 87,2  | 86,2  | 125,6 | 96,7  | 119,5 | 110   | 77,8  | 74,5  | 72   |

|            | Total | Hommes | Femmes |
| ---------- | ----- | ------ | ------ |
| Micronésie | 21,5  | 21,1   | 21,9   |
| Kosrae     | 21,6  | 21,4   | 21,9   |

| Hommes | Classe d’âge | Femmes |
| ------ | ------------ | ------ |
| 36     | 75+          | 50     |
| 35     | 70-74        | 47     |
| 49     | 65-69        | 63     |
| 99     | 60-64        | 90     |
| 147    | 55-59        | 123    |
| 176    | 50-54        | 182    |
| 201    | 45-49        | 160    |
| 156    | 40-44        | 181    |
| 156    | 35-39        | 179    |
| 179    | 30-34        | 189    |
| 222    | 25-29        | 207    |
| 301    | 20-24        | 253    |
| 364    | 15-19        | 360    |
| 418    | 10-14        | 406    |
| 408    | 5-9          | 381    |
| 405    | 0-4          | 393    |

## Économie
Au début, un système d'échange basé sur les coquillages existait à Kosrae, bien que l'on sache actuellement peu de choses sur son fonctionnement. 
Depuis les années 1960, le gouvernement de Kosrea est devenu le principal employeur de l'île, où la pêche et l'agriculture traditionnelle restent la principale source de subsistance des insulaires. Les importations ont remplacé presque tous les autres produits manufacturés indigènes. Le dollar américain est la monnaie officielle utilisée à Kosrae et dans toute la Micronésie.
À ce jour, l'industrie du tourisme s'est principalement concentrée sur la plongée sous-marine sur le récif de corail qui entoure l'île. Le surf, la randonnée et le stand up paddle grâce au vaste système de mangroves gagnent en popularité[Quoi ?]. La course annuelle de 10 kilomètres de Rockhopper a commencé en 2013 et attire plusieurs dizaines de concurrents des îles voisines de Kwajalein et Pohnpei .

## Code État
Selon la norme ISO 3166-1 (liste des codes pays), code alpha-2, Kosrae a pour code « FM-KSA ».